# Georgios Orphanidis
Georgios Orphanidis, řecky Γεώργιος Δ. Ορφανίδης (1861, Izmir, Turecko – 1942) byl řecký sportovní střelec, účastník letních olympijských her v roce 1896 v Athénách a v roce 1908 v Londýně, olympijský vítěz.

## Olympijské hry 1896
Orphanidis, syn profesora medicíny, se zúčastnil všech pěti střeleckých soutěží: vojenská puška na 200 m, libovolná puška, tři polohy, 300 m, vojenská pistole na 25 m, rychlopalná pistole na 25 m, a libovolná pistole na 30 m. První soutěží byla vojenská puška, ve které se umístil na pátém místě s nástřelem 1,698 bodů. Jeho umístění v soutěži vojenská pistole není známo, určitě se však neumístil na medailových pozicích. Poslední místo z pěti účastníků obsadil v libovolné pistoli. První úspěch pro Orphanidise přišel až později, v předposlední soutěži, kterou byla rychlopalná pistole. Obsadil druhé místo za Ioannisem Frangoudisem s výkonem 249 bodů z 20 zásahů (z celkových 30 ran). Do soutěže nebyli připuštěni bratři Painovi (USA) s pistolemi ráže .22, ačkoli byla soutěž deklarována pro libovolný kalibr. Ostatní soutěžící používali pistole ráže .45. A nakonec v libovolné pušce na 300 metrů (tři polohy) Orphanidis porazil jak Frangoudise, tak i zbytek startovního pole střelců a získal olympijské prvenství. Jeho nástřel 1,583 bodů byl opřen zejména o výkon v druhé položce, kdy zasáhl terč všemi 10 ranami a nastřílel 520 bodů. Výsledky dalších sérií (první, třetí a čtvrté) byly 328, 420, a 315 bodů v uvedeném pořadí. Orphanidis minul jen třikrát ze 40 výstřelů, dvakrát v první a jednou ve čtvrté sérii.

## Olympijské hry 1908
V roce 1908 se Orphanidis účastnil olympijských her v Londýně. V jediné individuální disciplíně – malorážka vleže – se umístil na 15. místě, v dalších třech disciplínách – libovolná pistole, libovolná puška a vojenská puška – byl členem řeckého týmu, který obsadil dvakrát sedmé a jednou deváté místo.
V roce 1906 zvítězil v disciplíně libovolná pistole na 50 m na vložených hrách v Athénách.
Orphanidis pracoval jako právník a v letech 1921-1930 byl členem řeckého MOV.